# Szuszumani járás

A Szuszumani járás a Magadani területen

A Szuszumani járás (oroszul Сусуманский район) Oroszország egyik járása a Magadani területen. Székhelye Szuszuman.

## Népesség
- 2002-ben 14 022 lakosa volt.
- 2010-ben 9 025 lakosa volt.